# Acropimpla bicarinata
Acropimpla bicarinata är en stekelart som först beskrevs av Cameron 1899.  Acropimpla bicarinata ingår i släktet Acropimpla och familjen brokparasitsteklar. Inga underarter finns listade i Catalogue of Life.